# Équennes-Éramecourt
Équennes-Éramecourt és un municipi francès situat al departament del Somme i a la regió dels Alts de França. L'any 2007 tenia 323 habitants.

## Demografia

### Població

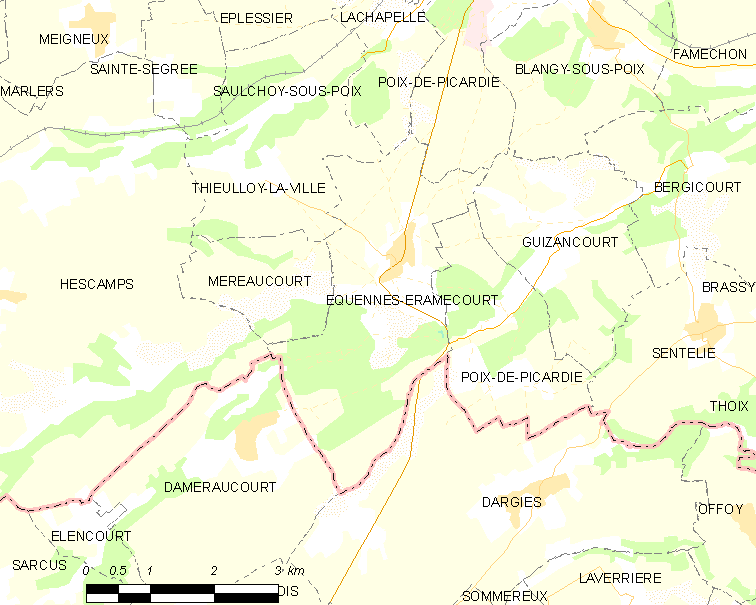

El 2007 la població de fet d'Équennes-Éramecourt era de 323 persones. Hi havia 112 famílies de les quals 20 eren unipersonals (12 homes vivint sols i 8 dones vivint soles), 32 parelles sense fills, 52 parelles amb fills i 8 famílies monoparentals amb fills.
La població ha evolucionat segons el següent gràfic:
Habitants censats

### Habitatges
El 2007 hi havia 125 habitatges, 113 eren l'habitatge principal de la família, 8 eren segones residències i 4 estaven desocupats. Tots els 123 habitatges eren cases. Dels 113 habitatges principals, 108 estaven ocupats pels seus propietaris i 5 estaven llogats i ocupats pels llogaters; 5 tenien dues cambres, 15 en tenien tres, 32 en tenien quatre i 61 en tenien cinc o més. 86 habitatges disposaven pel capbaix d'una plaça de pàrquing. A 47 habitatges hi havia un automòbil i a 59 n'hi havia dos o més.

### Piràmide de població

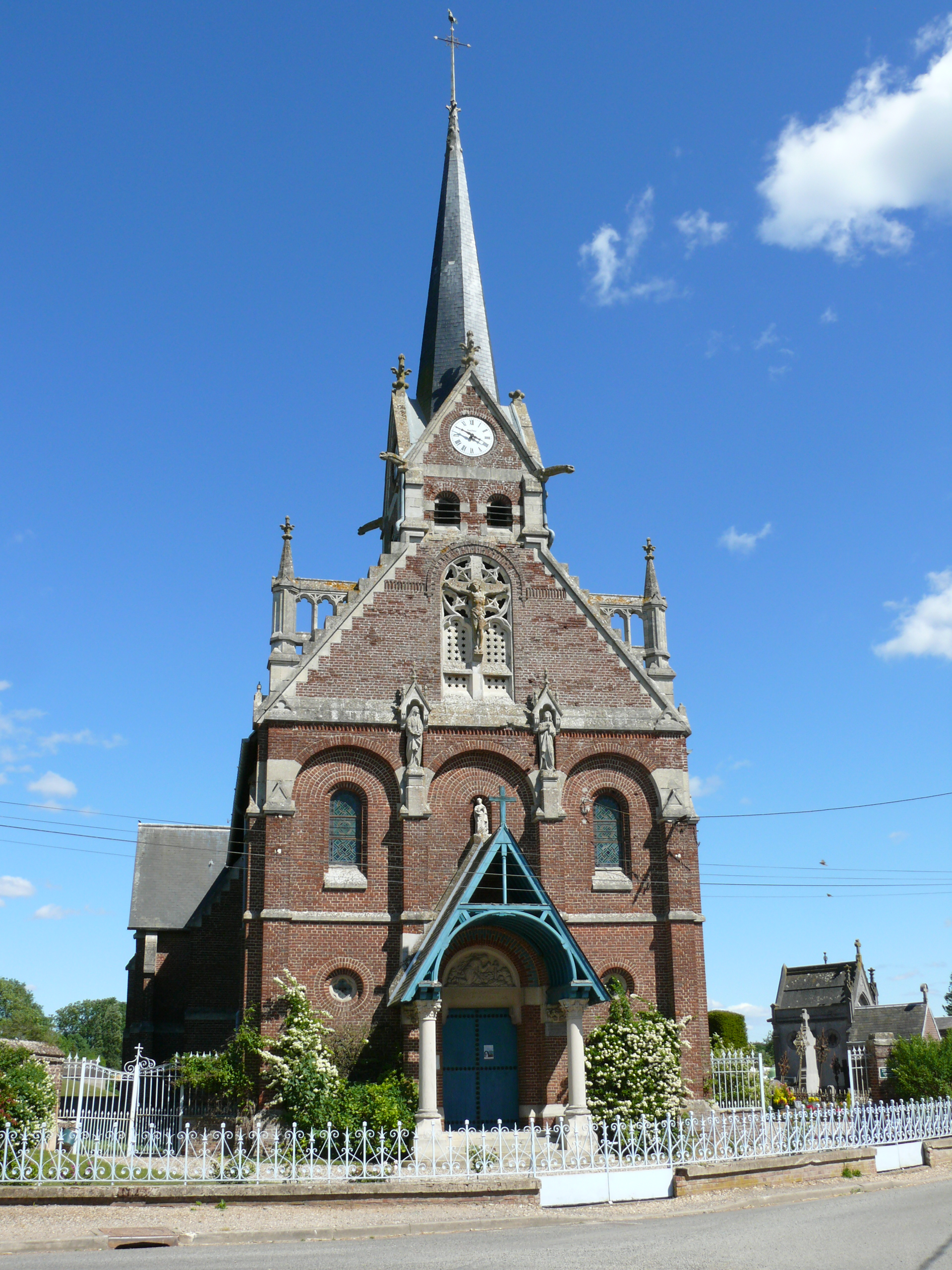

La piràmide de població per edats i sexe el 2009 era:
| Homes | Edats   | Dones |
| ----- | ------- | ----- |
| 0     | 95 o +  | 0     |
| 0     | 90 a 94 | 0     |
| 0     | 85 a 89 | 0     |
| 4     | 80 a 84 | 8     |
| 0     | 75 a 79 | 4     |
| 8     | 70 a 74 | 12    |
| 4     | 65 a 69 | 4     |
| 8     | 60 a 64 | 8     |
| 0     | 55 a 59 | 0     |
| 8     | 50 a 54 | 4     |
| 24    | 45 a 49 | 16    |
| 8     | 40 a 44 | 16    |
| 0     | 35 a 39 | 8     |
| 16    | 30 a 34 | 8     |
| 4     | 25 a 29 | 8     |
| 4     | 20 a 24 | 28    |
| 12    | 15 a 19 | 0     |
| 12    | 10 a 14 | 0     |
| 12    | 5 a 9   | 16    |
| 4     | 0 a 4   | 12    |

## Economia
El 2007 la població en edat de treballar era de 189 persones, 142 eren actives i 47 eren inactives. De les 142 persones actives 134 estaven ocupades (74 homes i 60 dones) i 8 estaven aturades (4 homes i 4 dones). De les 47 persones inactives 17 estaven jubilades, 15 estaven estudiant i 15 estaven classificades com a «altres inactius».

### Ingressos
El 2009 a Équennes-Éramecourt hi havia 103 unitats fiscals que integraven 312 persones, la mediana anual d'ingressos fiscals per persona era de 17.256 €.

### Activitats econòmiques
Dels 7 establiments que hi havia el 2007, 2 eren d'empreses de construcció, 1 d'una empresa de comerç i reparació d'automòbils, 1 d'una empresa de transport, 1 d'una empresa d'hostatgeria i restauració, 1 d'una empresa immobiliària i 1 d'una empresa de serveis.
Dels 4 establiments de servei als particulars que hi havia el 2009, 1 era un taller de reparació d'automòbils i de material agrícola, 1 fusteria, 1 lampisteria i 1 restaurant.
L'any 2000 a Équennes-Éramecourt hi havia 14 explotacions agrícoles que ocupaven un total de 957 hectàrees.

## Equipaments sanitaris i escolars
El 2009 hi havia una escola elemental integrada dins d'un grup escolar amb les comunes properes formant una escola dispersa.

## Poblacions més properes
El següent diagrama mostra les poblacions més properes.